# 28447 Arjunmathur
28447 Arjunmathur este un asteroid din centura principală de asteroizi.

## Descriere
28447 Arjunmathur este un asteroid din centura principală de asteroizi. A fost descoperit pe 4 ianuarie 2000 la Socorro, New Mexico, în cadrul proiectului LINEAR. Asteroidul prezintă o orbită caracterizată de o semiaxă mare de 2,27 ua, o excentricitate de 0,12 și o înclinație de 4,1° în raport cu ecliptica.